# Cyclophora carolina
Cyclophora carolina là một loài bướm đêm trong họ Geometridae.